# Кияж
Кияж — село в Україні, у Луцькому районі Волинської області. Входить до складу Доросинівської сільської громади. Населення становить 348 осіб.

## Історія
У 1906 році село Щуринської волості Луцького повіту Волинської губернії. Відстань від повітового міста 36 верст, від волості 6. Дворів 33, мешканців 233.

## Населення
Згідно з переписом УРСР 1989 року чисельність наявного населення села становила 333 особи, з яких 152 чоловіки та 181 жінка.
За переписом населення України 2001 року в селі мешкало 345 осіб.

### Мова
Розподіл населення за рідною мовою за даними перепису 2001 року:
| Мова       | Відсоток |
| ---------- | -------- |
| українська | 99,43 %  |
| російська  | 0,57 %   |